# Frans Coenen (junior)
Frans Coenen (Amsterdam, 24 d'abril de 1866 – idem, 23 de juny de 1936), va ser un escriptor naturalista neerlandès, assajista, crític literari conservador de museu. Era fill del compositor de Rotterdam Frans Coenen (1826-1904).
Cursà la carrera de dret fins a doctorar-se el 1892, i es dedicà al periodisme; al cap de poc temps ocupà la direcció del Museu Willet-Holthuyxen de la seva ciutat nadiua.
Va publicar diverses obres, totes elles inspirades en el més ombrívol pessimisme, entre les quals destaquen: Vies Pâles, Simptómes fugitifs, Studies, Un faible, Ennui, Dans les tenèbres i Le Repos dominical.